# Lipaugus
Lipaugus es un género de aves paseriformes perteneciente a la familia Cotingidae que agrupa a especies nativas de la América tropical (Neotrópico), cuyas áreas de distribución se encuentran desde el golfo de México, por América Central y del Sur hasta el sur de Perú y oeste de Bolivia por el oeste y hasta el sureste de Brasil. A sus miembros se les conoce por el nombre común de guardabosques y también pihas, pías, o mineros entre otros; y cotingas a las dos especies antes incluidas en el género Tijuca.

## Etimología
El nombre genérico masculino «Lipaugus» deriva del griego «λιπαυγης lipaugēs» que significa ‘oscuro’, ‘abandonado por la luz’.

## Características
Las aves de este género son cotíngidos bastante grandes, midiendo entre 22,5 y 32,5 cm de longitud, de colores lisos y uniformes, principalmente grisáceos o parduzcos. Habitan en el interior de selvas húmedas y montanas, donde se encaraman erectos y son usualmente solitarios (excepto cuando se exhiben). Son todos inconspicuos, a no ser por sus vocalizaciones frecuentes y extraordinariamente sonoras. Exceptuando el guardabosques acollarado, muestran muy poco, o ningún, dimorfismo sexual. Las dos especies antes en Tijuca son bastante grandes, midiendo entre 24 y 27,5 cm de longitud, restringidas a bosques de altitud, entre los 1100 y los 2000 m. Uno de ellos, el espectacular Lipaugus ater, exhibe notable dimorfismo sexual, mientras la otra especie no exhibe ninguno. El extraño canto de aquella especie es uno de los sonidos más memorables de las montañas del sureste de Brasil.

## Lista de especies
Según las clasificaciones del Congreso Ornitológico Internacional (IOC), y Clements Checklist/eBird, el género agrupa a las siguientes especies con el respectivo nombre común de acuerdo con la Sociedad Española de Ornitología (SEO):
| Imagen | Nombre científico      | Autor                                  | Nombre común             | Estado de conservación | Distribución |
| ------ | ---------------------- | -------------------------------------- | ------------------------ | ---------------------- | ------------ |
|        | Lipaugus unirufus      | P.L. Sclater, 1860                     | guardabosques rojizo     | LC                     |              |
|        | Lipaugus streptophorus | (Salvin & Godman, 1884)                | guardabosques acollarado | LC                     |              |
|        | Lipaugus vociferans    | (Wied-Neuwied, 1820)                   | guardabosques gritón     | LC                     |              |
|        | Lipaugus lanioides     | (Lesson, 1844)                         | guardabosques lanioide   | LC                     |              |
|        | Lipaugus ater          | (Férussac, 1829)                       | cotinga negro            | LC                     |              |
|        | Lipaugus conditus      | (Snow, 1980)                           | cotinga aligrís          | VU                     |              |
|        | Lipaugus weberi        | Cuervo, Salaman, Donegan & Ochoa, 2001 | guardabosques antioqueño | CR                     |              |
|        | Lipaugus fuscocinereus | (Lafresnaye, 1843)                     | guardabosques oscuro     | LC                     |              |
|        | Lipaugus uropygialis   | (P.L. Sclater & Salvin, 1876)          | guardabosques alicurvo   | VU                     |              |

## Estado de conservación
La recientemente descrita especie L. weberi se encuentra críticamente amenazada de extinción, L. uropygialis y L. conditus se encuentran vulnerables, debido a la pérdida de hábitat, mientras las otras presentan preocupación menor, de acuerdo a la Unión Internacional para la Conservación de la Naturaleza (IUCN).

## Taxonomía
Berv & Prum (2014) produjeron una extensa filogenia para la familia Cotingidae reflejando muchas de las divisiones anteriores e incluyendo nuevas relaciones entre los taxones, donde se propone el reconocimiento de cinco subfamilias. De acuerdo a esta clasificación, Lipaugus (incluyendo Tijuca) pertenece a una subfamilia Cotinginae Bonaparte, 1849, junto a Gymnoderus, Procnias, Cotinga, Porphyrolaema, Conioptilon, Xipholena y Carpodectes. El Comité de Clasificación de Sudamérica (SACC) aguarda propuestas para modificar la secuencia linear de los géneros y reconocer las subfamilias. El Comité Brasileño de Registros Ornitológicos (CBRO), en la Lista de las aves de Brasil - 2015 ya adopta esta clasificación.
Los datos genéticos de Ohlson et al. (2007) sugerían que Lipaugus y Tijuca son géneros hermanos; Berv & Prum (2014) encontraron fuertes evidencias que Lipaugus es parafilético en relación con Tijuca, y colocaron Tijuca atra y Tijuca condita dentro del género Lipaugus, bajo los nombres Lipaugus ater y L. conditus. La otra alternativa filogenéticamente aceptable sería separar Lipaugus en pelo menos 3 géneros, lo que crearía una confusión taxonómica innecesaria. De esta forma, colocando atra y condita dentro de Lipaugus, se comunica efectivamente que estas dos distintas especies evolucionaron de un ancestral Lipaugus sexualmente monomórfico. Los estudios de Settlekowki et al. (2020) suministraron nuevas y fuerte evidencias de que las dos especies de Tijuca están embutidas en Lipaugus. Con base en todas las evidencias, el SACC aprobó esta inclusión y la nueva secuencia linear del presente género; lo que fue seguido por las principales clasificaciones.